# European Students of Industrial Engineering and Management
European Students of Industrial Engineering and Management (ESTIEM) ist die europaweit einzige Organisation für Studenten des Fachbereichs Wirtschaftsingenieurwesen.
Das Hauptziel der 1990 gegründeten Organisation ist es, die Kommunikation und Kooperation zwischen Studenten und technologischen Instituten innerhalb Europas zu fördern. Die Mitglieder dieser Organisation sind lokale studentische Gruppen verschiedener Länder. Heute repräsentiert ESTIEM durch seine 74 Mitglieder, welche sich über 28 europäische Staaten erstrecken, insgesamt über 60.000 Studenten.

## Geschichte
ESTIEM wurde im Jahre 1990 von mehreren Wirtschaftsingenieurstudenten aus vier unterschiedlichen Ländern gegründet. Seine ersten Statuten wurden von 14 Universitäten aus 7 Ländern unterzeichnet. Seit 1995 ist ESTIEM eine offizielle studentische Organisation, die in Eindhoven nach dem niederländischen Recht registriert ist.

## Struktur

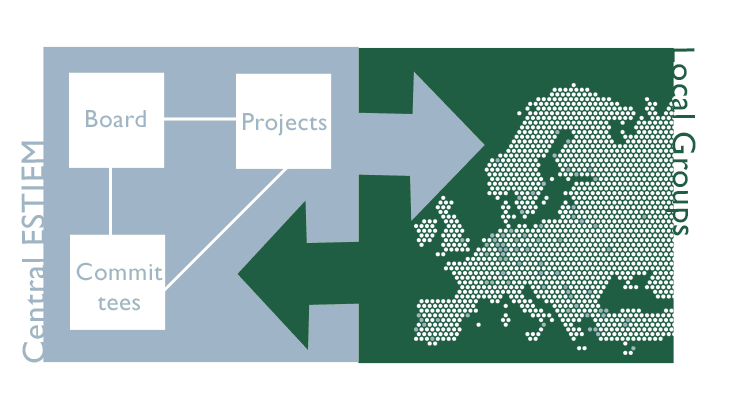
Struktur von ESTIEM

Die Mitglieder sind im rechtlichen Sinne lokale Gruppen (LGs), die über ganz Europa verteilt sind. Alle LGs sind dabei völlig unabhängige studentische Organisationen, die sich hauptsächlich aus Wirtschaftsingenieurstudenten zusammensetzen und selbst organisieren. Ihr tägliches Geschäft besteht darin, aktiv europaweite sowie lokale Events zu organisieren und auszurichten. Diese Arbeit fördert nicht nur die eigenen Fähigkeiten, sondern hilft auch, ein ausgeprägtes Netzwerk der Wirtschaftsingenieurstudenten auf dem gesamten Kontinent aufzubauen.

## Mitglieder
Es gibt Mitglieder aus über 28 Ländern Europas:
- Österreich (2 lokale Gruppen – Wien und Graz)
- Belgien (1 lokale Gruppe – Brüssel)
- Bulgarien (1 lokale Gruppe – Sofia)
- Deutschland (14 lokale Gruppen – Aachen, Berlin, Braunschweig, Bremen, Darmstadt, Dortmund, Dresden, Hamburg, Ilmenau, Kaiserslautern, Karlsruhe, München, Paderborn, Siegen)
- Estland (1 lokale Gruppe – Tallinn)
- Finnland (5 lokale Gruppen – Helsinki, Lappeenranta, Oulu, Tampere, Vaasa)
- Frankreich (3 lokale Gruppen – Auvergne, Grenoble, Lyon)
- Griechenland (2 lokale Gruppen – Pireaus, Xanthi)
- Italien (2 lokale Gruppen – Kalabrien, Mailand)
- Kroatien (1 lokale Gruppe – Zagreb)
- Lettland (1 lokale Gruppe – Riga)
- Litauen (2 lokale Gruppen – Kaunas, Vilnius)
- Mazedonien (1 lokale Gruppe – Skopje)
- Niederlande (3 lokale Gruppen – Eindhoven, Enschede, Groningen)
- Norwegen (1 lokale Gruppe – Trondheim)
- Polen (4 lokale Gruppen – Warschau, Posen, Danzig, Krakau)
- Portugal (4 lokale Gruppen – Aveiro, Lissabon, Porto, Coimbra)
- Rumänien (1 lokale Gruppe – Bukarest)
- Russland (2 lokale Gruppe – St. Petersburg, Moskau)
- Serbien (2 lokale Gruppen – Belgrad, Novi Sad)
- Spanien (3 lokale Gruppen – Sevilla, Barcelona, Madrid)
- Schweden (5 lokale Gruppen – Göteborg, Linköping, Luleå, Lund, Stockholm)
- Schweiz (1 lokale Gruppe – Lausanne)
- Türkei (7 lokale Gruppen – Ankara-Bilkent, Ankara-METU, Istanbul-Bogazici, Istanbul-ITU, Istanbul-Yildiz, Izmir-DEU, Izmir-Economy)
- Ukraine (1 lokale Gruppe – Kiew)
- Ungarn (1 lokale Gruppe – Budapest)
- Zypern (1 lokale Gruppe – Famagusta)

## Aktivitäten und Projekte
Die Aktivitäten umfassen Austausche zwischen lokalen Gruppen, Konferenzen, Fallstudienwettbewerbe, Vorlesungen, Seminare und Workshops. Auf die einzelnen Projekte wird im Folgenden eingegangen.

### TIMES
TIMES steht für „Tournament In Management and Engineering Skills“, was auf Deutsch so viel bedeutet wie „Turnier für Fähigkeiten im Management und Ingenieurwesen“. TIMES wird heutzutage europaweit als größter Fallstudienwettbewerb für Wirtschaftsingenieure betrachtet. Dieses hoch angesehene Event ist das Flaggschiff unter den zahlreichen Projekten der europaweiten studentischen Organisation ESTIEM.
Dieses Turnier wurde 2013 zum 20. Mal erfolgreich ausgerichtet. Jedes Jahr nehmen ca. 250 Topteams teil. Um sich für das Finale von TIMES zu qualifizieren, müssen die Teams zwei Qualifikationsrunden meistern. Die Standorte der Qualifikationsrunden wechseln jährlich unter den lokalen Gruppen in ESTIEM. Bevor die Teams jedoch in die Qualifikationsrunden einziehen können, nehmen sie an der lokalen Ausscheidung teil, die von ihrer eigenen Hochschulgruppe organisiert wird. Die Gewinner dieser Ausscheidung dürfen dann an einem der sechs Halbfinals, die europaweit angeboten werden, teilnehmen. In der Woche, in der das Finale stattfindet, werden alle Siegerteams der Halbfinalaustragungen zusammengebracht und die Mitglieder des Siegerteams werden zu Europas „Wirtschaftsingenieuren des Jahres“ gekürt.
Der europäische Fallstudienwettbewerb TIMES wurde im Jahre 1998 ins Leben gerufen. Heute bietet er eine Chance für 60.000 Studenten von 74 Universitäten aus 28 Ländern Europas. Rund 250 Teams wetteifern jährlich um den Titel „Wirtschaftsingenieure des Jahres“.

### Vision
Vision ist eine Eventreihe, die darauf abzielt die Fertigkeiten und Fähigkeiten von Wirtschaftsingenieuren zu verbessern. Jedes Event findet zu einem konkreten Thema statt, beispielsweise „Vision Data Science“.
Es werden Vorlesungen, Workshops und Fallstudien angeboten, welche von Professoren sowie Geschäftsleuten gehalten werden. Zusätzlich gibt es außerdem Unternehmensbesichtigungen und Exkursionen. Allerdings werden nicht nur die akademischen Fertigkeiten (weiter-)entwickelt. Eine Teilnahme erweitert ebenfalls das kulturelle Bewusstsein, da die Teilnehmer auf diese Weise verschiedene Städte, Menschen und Kulturen aus allen Teilen Europas kennenlernen.

### ESTIEM Summer Academy
Die „ESTIEM Summer Academy“ (deutsch: „Sommerakademie“) wurde ins Leben gerufen, damit internationale Studenten in ihren Sommerferien zusammenkommen können, um offene Diskussionen zu führen, an Arbeitsgruppen, Debatten sowie am Privatunterricht eines angesehenen Professors teilzunehmen. Durch den gemeinsamen Dialog, den Gedankenaustausch, das Studieren und Zusammenkommen verschiedener Studenten aus aller Welt gewinnen alle Teilnehmer neue Ideen und Perspektiven, nicht nur für ihren eigenen Berufsweg, sondern auch in Bezug auf den Umgang mit anderen Kulturen. Zu dem beschriebenen Inhalten der zwei Wochen innerhalb der „Summer Academy“, welche seit 2003 von Prof. Dietrich Brandt geleitet wird, schreibt jeder Teilnehmer einen Aufsatz. Alle verfassten Arbeiten werden eingesammelt und veröffentlicht. Zu finden sind die Arbeiten auf der Webseite von ESTIEM, wo sie ebenfalls zum Download bereitstehen.

### ESTIEM Magazin
Das ESTIEM Magazin wird zweimal jährlich veröffentlicht, umfasst eine Auflage von rund 10.000 Exemplaren und befasst sich mit Hauptthemen des Wirtschaftsingenieurwesens, genauso wie mit verschiedenen Artikeln zu vergangenen oder noch stattfindenden Veranstaltung innerhalb von ESTIEM. Ebenfalls enthalten sind Artikel von Studenten, Professoren und Experten, die ihr Wissen aktiv in der Praxis ausweiten und anwenden konnten. Um auf verschiedene Weise auf sich aufmerksam zu machen, was mit Artikeln innerhalb des Magazins kombiniert werden kann, haben Unternehmen die Möglichkeit, sich im Rahmen strittiger Themenstellungen bezüglich des Wirtschaftsingenieurwesens präsentieren. Das Magazin wird in einer kurzen Zeitspanne nach jeder Hauptversammlung an alle lokalen Gruppen verteilt.

### Student Guide
Mit dem „Student Guide“ soll ein internationaler Führer für Studenten geschaffen werden, der diesen ihr Auslandsstudium erleichtern soll, indem er Informationen sammelt und für Studenten bereitstellt. Dies wird durch den Fokus auf die drei folgenden Bereiche erreicht:
- Informationen rund ums Studium (z. B. Fristen, Kursangebot)
- Praktische Informationen (z. B. Unterkünfte, Lebenshaltungskosten)
- Studentische Aktivitäten (z. B. Organisationen, Nachtleben, Sport)

### Europe3D
Die Idee zu diesem Projekt Europe3D entstand im Jahre 2006, als sich der damalige Vorstand von ESTIEM in Dresden zusammengefunden hatte. Innerhalb eines 5-tägigen Seminares sollten die Teilnehmer das jeweilige Gastgeberland in seinen Grundzügen kennenlernen. Ein spezieller Fokus liegt dabei auf nationale Charakteristiken der Politik sowie der einheimischen Wirtschaft. Um die lokalen Gegebenheiten der verschiedenen europäischen Staaten besser zu verstehen, werden auch kulturelle Unterschiede beleuchtet. Somit sind die drei Dimensionen, unter denen das Gastland präsentiert wird: Politik, Wirtschaft und Kultur. Detailreichere, theoretische Einblicke in das Land verschaffen Vorträge und Vorlesungen von Experten der Wirtschaft, Wissenschaft und Politik. Des Weiteren wird auch das Ziel verfolgt, die Teilnehmer aktiv ist das gesamte Seminar einzubringen. Besonders in Bezug auf den praktischen Teil des Seminars wird versucht, aktiv mit Unternehmen zusammenzuarbeiten. Der Einblick in Unternehmen soll mittels Exkursionen, Unternehmensbesichtigungen und Vorträgen verdeutlicht werden. Am Ende des Seminars haben die Teilnehmer die Chance ihr gewonnenes Wissen innerhalb einer Fallstudie anzuwenden. Beispielhaften Themen hierfür wäre „Start eines neuen Produktes“ oder „Lösen eines Problems interkultureller Kommunikation“.

### BrainTrainer
BrainTrainer ist ein Projekt, das geschaffen wurde, um Führungsqualitäten, Präsentationstechniken, Geschäfts- und Sozialkompetenzen zu trainieren. Dies wird den Teilnehmern durch professionelle Trainings, welche über ein bis zwei Tage laufen, gelehrt. Das Ziel ist es, die Teilnehmer darin zu betreuen und auszubilden, sich selbst professioneller und erfolgreicher zu entwickeln. Dies gilt sowohl für ihre Arbeit in einer Organisation als auch für ihre zukünftige Karriere.
Ein BrainTrainer-Projekt dauert in der Regel sechs bis sieben Tage und enthält drei bis vier Trainings, fokussiert auf verschiedene Kategorien:
- Kommunikation
- Präsentation
- Verhandlungsführung
- Team-Management
- Geschäftsverhandlungen
- Rhetorik
- Fallstudien bearbeiten
- Projektmanagement

Die Trainings werden entweder von einem professionellen Trainer oder einem Mitglied von ESTIEM, welches die nötige Expertise in diesem Bereich besitzt, gehalten. Neben der theoretischen Lehre liegt ein weiterer Fokus auf dem learning-by-doing-Prinzip, welches in Selbstversuchen beobachtet wird. Bei diesen können die Teilnehmer ihre neu erlernten Fähigkeiten an nachgebildeten Situationen und Szenarien aus dem Geschäftsleben austesten und anwenden.